# Słowin
Słowin (niem. Lämmersdorf) – wieś w Polsce położona w województwie lubuskim, w powiecie strzelecko-drezdeneckim, w gminie Dobiegniew. Do wsi od zachodu przylega jezioro Małe Sławno.
W latach 1975–1998 miejscowość administracyjnie należała do województwa gorzowskiego.

## Zabytki
Do wojewódzkiego rejestru zabytków wpisany jest:
- kościół filialny pod wezwaniem Wniebowzięcia NMP, z początku XVI wieku.